# Quoya
Quoya, biljni rod u porodici medićevki smješten je u tribus Chloantheae dio potporodice Prostantheroideae. Pripada mu 8 vrsta australskih endemskih grmova

## Etimologija
Naziv roda Quoya odaje počast kirurgu, zoologu i prijatelju Gaudichaud-Beaupréa, Jean René Constantu Quoyu.

## Opći opis
Biljke iz roda Quoya zimzeleni su grmovi gusto obrasli vunastim dlakama. Listovi su jednostavni, jajoliki do gotovo okrugli, raspoređeni u nasuprotnim parovima i obrasli razgranatim dlačicama. Cvjetovi su raspoređeni u skupine od 3 do 7, često tvore kratke klasove i pokazuju lijevo-desnu simetriju. Postoji pet čašičnih listića koji su spojeni na svojoj bazi, tvoreći kratku cijev i pet latica koje tvore ravnu ili blago zakrivljenu cijev s pet režnjeva na kraju, pri čemu su gornji režnjevi kraći od donjih. Postoje četiri prašnika s tim da donji par ima smanjenu plodnost. Plod je koštunica s čašicama koje ostaju pričvršćene.

## Vrste
1. Quoya atriplicina (F.Muell.) B.J.Conn & Henwood
2. Quoya cuneata Gaudich.
3. Quoya dilatata (F.Muell.) B.J.Conn & Henwood
4. Quoya loxocarpa (F.Muell.) B.J.Conn & Henwood
5. Quoya oldfieldii (F.Muell.) B.J.Conn & Henwood
6. Quoya paniculata F.Muell.
7. Quoya verbascina (F.Muell.) B.J.Conn & Henwood
8. Quoya zonalis K.A.Sheph. & Hislop